# Megarynchus pitangua
Megarynchus pitangua là một loài chim trong họ Tyrannidae.